# Camponotus medeus
Camponotus medeus är en myrart som beskrevs av Carlo Emery 1920. Camponotus medeus ingår i släktet hästmyror, och familjen myror.

## Underarter
Arten delas in i följande underarter:
- C. m. fulvulus
- C. m. medeus